# Dyrkøb
Dyrkøb er en gade i Indre By i København, der forbinder Nørregade med Fiolstræde. Gaden ligger langs med den sydlige side af Københavns Domkirke, Vor Frue Kirke.
Gaden er opkaldt efter en vinhandlers ejendom, der blev omtalt som Dyrkøb i 1622. Baggrunden for navnet er ukendt men kan skyldes, at vinhandleren havde betalt en høj pris for ejendommen, eller at kunderne syntes, at hans vine var for dyre. Bygningen blev senere ejet af Abraham Lahn men blev revet ned i 1699 for at give plads til en udvidelse af Vor Frue Kirkes kirkegård. Kirkegården blev nedlagt og gaden anlagt efter etableringen af Assistens Kirkegård på Nørrebro i 1760. Kirken og de omkringliggende bygninger blev ødelagt under Københavns bombardement i 1807. Gaden blev genopbygget i 1810'erne.

## Bygninger og beboere
Nr. 1 på hjørnet af Skindergade går under navnet Trøstens Bolig og blev bygget som et hjem for små håndværkere. Den blev tegnet af C.F. Hansen, der også stod for genopbygningen af Vor Frue Kirke og Metropolitanskolen på den anden side af Fiolstræde. I 1854 blev den overtaget af Soldins Stiftelse, der benyttede den til boliger for uformuende enker og ugifte kvinder. Siden 1974 har bygningen fungeret som kollegium for studerende på Det Kongelige Danske Kunstakademi under navnet Kunstnerkollegiet.
Dyrkøb 3-7 er alle fredede. Nr. 5 blev bygget i 1812-1814 for hofskortensfejer J.S. Starrinsky. Nr. 3 blev opført i en etage i 1813-1814 men blev udvidet med yderligere tre etager i 1850-1851. Det tre fag store huse i nr. 7 er fra 1885.
Ved begyndelse af gaden står en bronzeafstøbning af Jean Arps skulptur Coupe au fruit, på dansk Skålfrugt, fra 1960. Den blev opsat på stedet i 1979 som en gave fra Carl Jacobsens legat Albertina.